# Amadou Pathé Diallo
Amadou Pathé Diallo (ur. 11 października 1964 w Bamako) – malijski piłkarz, grający na pozycji pomocnika, trener piłkarski.

## Kariera piłkarska

### Kariera klubowa
Rozpoczął karierę piłkarską w 1980 roku w AS Real Bamako. W 1987 przeszedł do portugalskiego klubu Sporting CP. W następnym roku przeszedł do Académico Viseu. W 1989 przeniósł się do FC Penafiel. W 1990 zasilił skład CDR Quarteirense, w którym występował do 1996 roku. Potem grał w Portimonense SC, w którym zakończył karierę piłkarską w 2000.

### Kariera reprezentacyjna
W latach 1983–1994 bronił barw narodowej reprezentacji Mali. W 1994 roku był w kadrze Mali na Puchar Narodów Afryki 1994.

## Kariera trenerska
W 2006, 2012 i 2013 pełnił obowiązki głównego trenera narodowej reprezentacji Mali.

## Sukcesy i odznaczenia

### Sukcesy klubowe
- zdobywca Superpucharu Portugalii: 1987